# Simon Rueland
Simon Rueland (* 15. Mai 1997) ist ein österreichischer Skirennläufer. Er startet hauptsächlich im Slalom.

## Karriere
Sein internationales Renndebüt feierte er am 25. November 2013 bei einem Juniorenrennen im norwegischen Geilo. Am 22. Januar 2017 feierte Rueland sein Weltcupdebüt beim Slalom am Ganslernhang in Kitzbühel, wobei er jedoch im ersten Durchgang ausschied. Zwei Monate später trat er erstmals bei einer Juniorenweltmeisterschaften an. Im schwedischen Åre gewann er die Silbermedaille mit der Mannschaft. Im Slalom belegte er den 10. Platz. In den darauffolgenden Jahren startete Rueland hauptsächlich im Europacup sowie bei FIS-Rennen. Vereinzelt startete er auch im Weltcup, konnte sich in der Regel jedoch nicht für den zweiten Durchgang qualifizieren oder schied bereits im ersten Durchgang aus. Einzige Ausnahme bildeten in dieser Zeit die Juniorenweltmeisterschaften 2018 im schweizerischen Davos, wo Rueland erneut eine Medaille mit der Mannschaft gewinnen konnte, dieses Mal Bronze. In den Einzeldisziplinen gelang ihm keine Steigerung gegenüber den Wettkämpfen 2017. Im Slalom schied er im zweiten Durchgang aus, im Riesenslalom trat er zum zweiten Durchgang nicht mehr an.
2020 und 2022 wurde Rueland jeweils österreichischer Staatsmeister im Slalom. Am 18. November 2023 gewann er seine ersten Weltcuppunkte, als er beim Slalom von Gurgl den 27. Platz belegte.

## Privates
Rueland lebt in Mils bei Imst.

## Erfolge

### Weltcup
- 1 Platzierung unter den besten 30

### Juniorenweltmeisterschaften
- Åre 2017: 2. Mannschaft, 10. Slalom
- Davos 2018: 3. Mannschaft, DNF Slalom, DNS Riesenslalom

### Europacup
- 6 Platzierungen unter den besten 5, davon 2 Podestplätze

### Weitere Erfolge
- 9 Siege FIS-Rennen
- Österreichischer Meister im Slalom 2020 und 2022